# مقبض الدفع

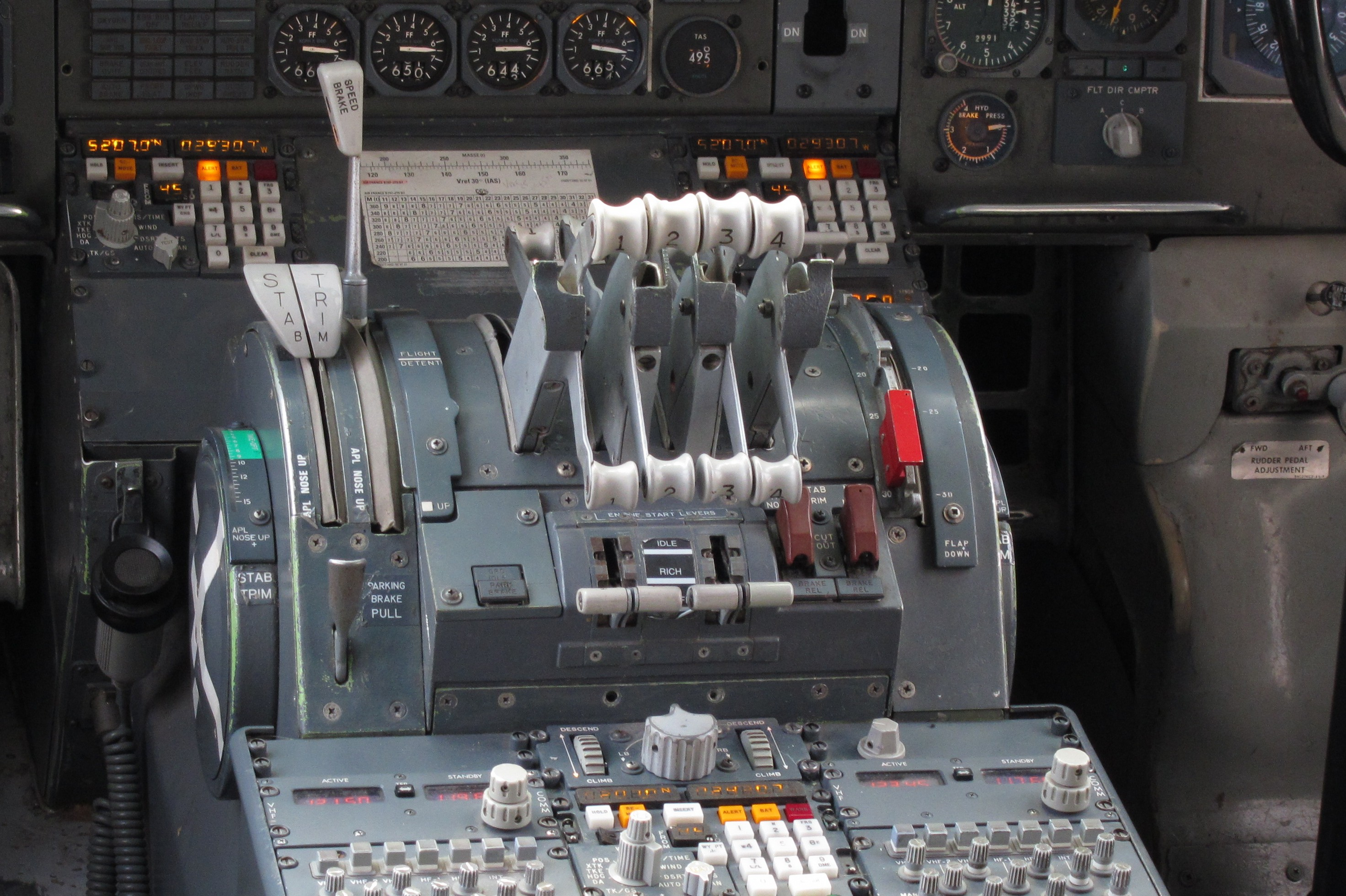
مقابض الدفع في مقصورة طائرة بوينج 747. تستخدم المقابض الأخيرة و الموجودة في المنتصف للتحكم في قوة الدفع أثناء الطيران, أما المقابض الأمامية فتستخدم للتحكم في عكس اتجاه قوة الدفع

توجد مقابض الدفع (بالإنجليزية: Thrust levers)‏ في مقصورة القيادة للطائرة, و تٌستخدم بواسطة قائد الطائرة أو مساعده أو الطيار الألي للتحكم في قوة الدفع (بالإنجليزية: Thrust)‏ الخارجة من محركات الطائرة.

تُسمى أحيانا مقابض الدفع بمقابض القدرة (بالإنجليزية: Power levers)‏.

في الطائرات متعددة المحركات, يشير عدد مقابض الدفع إلي عدد محركات الطائرة, حيث يتحكم كل مقبض غالبا في محرك واحد. و تتواجد مقابض الدفع غالبا في مركز وحدة التحكم في مقصورة القيادة.

في المحركات المزودة بعاكسات لاتجاه قوة الدفع (بالإنجليزية:  Thrust reversers)‏, يتواجد مقبض التحكم في العاكس بجانب مقبض الدفع لنفس المحرك المتحكم به.

و يمكن اعتبار زاوية ميل مقبض الدفع (بالإنجليزية: Throttle Lever Angle)‏ مؤشر علي قوة الدفع الخارجة من المحرك حيث تزبد كلما زادت الزاوية.

## مقابض الخنق
تستخدم مقابض الخنق (بالإنجليزية: Throttle levers)‏ في التحكم في كمية الوقود الداخل للمحرك عن طريق التحكم في فتح و غلق الصمامات باستخدام إشارات كهربية، ترسلها وحدة التحكم، و تتناسب مقدار فتحة الصمام مع مقدار حركة مقبض الخنق.